# Чемпионат мира по конькобежному спорту на отдельных дистанциях 2023 — командный спринт (женщины)
Соревнования в командном спринте среди женщин на чемпионате мира по конькобежному спорту на отдельных дистанциях 2023 года прошли 2 марта на катке «Тиалф», Херенвен, Нидерланды.

## Результаты
| Место | Страна                                                            | Время   | Отставание |
| ----- | ----------------------------------------------------------------- | ------- | ---------- |
| 1     | Канада · Ивани Блонден · Каролина Хиллер · Бруклин Макдугалл      | 1.26,29 |            |
| 2     | США · Маккензи Браун · Кими Гётц · Эрин Джексон                   | 1.26,58 | +0,29      |
| 3     | Китай · Цзинь Цзинчжу · Ли Циши · Лина Чжан                       | 1.27,86 | +1,57      |
| 4     | Казахстан · Надежда Морозова · Алина Дауранова · Екатерина Айдова | 1.28,32 | +2,03      |
| 5     | Нидерланды · Мишель де Йонг · Маррит Фледдерус · Исабел Гревелт   | 1.29,01 | +2,72      |
| 6     | Польша · Мартина Баран · Ига Войтасик · Каролина Босек            | 1.29,18 | +2,89      |
| 7     | Германия · Катя Францен · Анна Остлендер · Леа Софи Шольц         | 1.31,56 | +5,27      |